# 瓦加普尔
瓦加普尔（Waghapur），是印度马哈拉施特拉邦Yavatmal县的一个城镇。总人口8405（2001年）。

## 人口
该地2001年总人口8405人，其中男性4545人，女性3860人；0—6岁人口867人，其中男469人，女398人；识字率69.11%，其中男性为63.28%，女性为75.98%。